# Thorvald Pedersen (kemiker)
 For alternative betydninger, se Thorvald Pedersen. (Se også artikler, som begynder med Thorvald Pedersen)
Thorvald Pedersen (født 1935, død 10. december 2013) var en dansk kemiker. Han var uddannet kemiingeniør fra Polyteknisk Læreanstalt. Thorvald Pedersen var ansat som lektor i kemi ved Københavns Universitet indtil han efter 41 år gik på pension i 2002. Thorvald Pedersen beskæftigede sig primært med spektroskopi, og han var en af de første i Danmark som begyndte at forske i ozon.
Thorvald Pedersen interesserede sig også for kemi og madlavning, og i mange år skrev han en fast klumme i Dansk Kemi om mad og kemi. Klummen hed Kemikeren i køkkenet.
På trods af at Thorvald Pedersen var gået på pension, blev han i 2004 ansat i et et-årigt professorat i molekylær gastronomi på KVL.

## Eksterne links
- Oversigt over artikler af Thorvald Pedersen under overskriften "Kemikeren i Køkkenet" i tidsskriftet "Dansk Kemi". Arkiveret 10. marts 2009 hos  Wayback Machine – Det er fælles for de mere end 70 artikler, at at de på en eller anden belyser emner, der relaterer sig til "molekylær gastronomi"